# 小行星5060
小行星5060（英語：5060 Yoneta）是一颗围绕太阳公转的小行星。1988年1月24日，上田清二、金田宏在钏路市发现了此天体。
这颗小行星的绝对星等为87.4971708216446等。